# Ито, Такатоси
Такатоси Ито (яп. 伊藤 隆敏, англ. Itō Takatoshi, родился в Саппоро, Япония 1950 года) — японский экономист, профессор Высшей школы политических наук Национального университета (GRIPS), президент Японской экономической ассоциации в 2004—2005 годах.

## Биография
Такатоси получил степень бакалавра экономики в университете Хитоцубаси в 1973 году, затем магистра по экономике в том же университете в 1975 году, а спустя два года — степень магистра по экономике в Гарвардском университете. В 1979 году защитил диссертацию и получил степень доктора по экономике в Гарвардском университете.
Преподавательскую деятельность начал в качестве доцента на кафедре экономики Миннесотского университета (1979—1988). Параллельно читал проводил исследования как научный сотрудники кафедры (1983—1985), а с 1985 года научный сотрудник Национального бюро экономических исследований.
В период 1984—1985 годов сотрудник Гуверовского института при Стенфордском университете.
В период 1986—1987 годов приглашённый доцент кафедры экономики, а в период 1992—1994 годов приглашённый профессор Гарвардского института государственного управления им. Джона Ф. Кеннеди.
В период 1988—1991 годов доцент, а в период 1991—2002 годов профессор Института экономических исследований университета Хитоцубаси.
С 1991 года помощник редактора, а в 1997—1999 годах главный редактор журнала «Journal of the Japanese and International Economies», занимающий 103-е место среди крупнейших экономических журналов в мире.
С 1992 года член, а в период 1994—1999 и 2003—2008 годов член Совета Эконометрического общества. В период 1994—1997 годов старший советник исследовательского отдела в Международном валютном фонде.
В период 1997—1998 годов приглашённый профессор кафедры экономики, в 2002—2005 годах — профессор Научно—исследовательского центра передовой науки и технологии, в период 2003—2014 годов профессор Высшей школы экономики Токийского университета.
В период 1999—2001 годов заместитель вице-министра по международным делам в министерстве финансов Японии.
В период 2003—2004 годов вице-президент, а в период 2004—2005 годов президент Японской экономической ассоциации.
С 2001 года помощник редактора журнала «Asian Economic Journal», в период 2003—2008 годов помощник редактора журнала «Journal of Money, Credit and Banking», с 2004 года член редакционного совета журнала «Journal of Financial Stability» и помощник редактора журнала «International Journal of Central Banking», а в 2006 году основал и является соредактором по настоящее время журнала «Asian Economic Policy Review», занимает 552-е место среди крупнейших мировых экономических журналов.
В период 2006—2008 годов член Совета по экономической и налоговой политики в Японском правительстве.
В 2008 году профессор кафедры Тун Исмаил Али Университета Малайя, в этом же году лектор в Гавайском университете.
Регулярно выступает на крупнейших международных научных конференциях: в 2015 году участвовал на ежегодном собрании Американской экономической Ассоциации (АЕА) в Бостоне.
В настоящем Такатоси является:
- помощником редактора журнала «Journal of International Money and Finance» с 1994 года
- председателем Совета по таможенным, тарифным, валютным и другим операциям министерства финансов Японии с 2011 года
- профессором Высшей школы политических наук Национального университета (GRIPS) с 2014 года
- профессором в Школе международных и общественных отношений и Заместителем директора по исследованиям Центра японской экономики и бизнеса Колумбийского университета с 2015 года.

## Основные идеи

### Абэномика
Ито в рамках экономической политики Абэномики предлагает в Японии провести деноминацию японской национальной валюты, иены, для создания более интернационального понимания стоимости валюты, для создания более благоприятного фона потребителям,
предлагает повысить налог на добавленную стоимость с целью сокращения государственного долга,
считает, что рост курса иены в сочетании с инфляцией не приводит к изменению конкурентоспособности по цене экспортируемых товаров, а обязательства в иностранной валюте резко увеличиваются.

### Начало стагнации японской экономики
Ито в своей работе «Соглашение Плаза и Япония: размышления о 30—летним юбилее» подверг критике Соглашение Плаза в 1985 году в отеле Плаза в г. Нью-Йорке как одну из причин стагнации японской экономики на протяжении последующих десятилетий. К 1985 году в США наблюдался значительный рост дефицита текущего баланса, а в бюджете Японии увеличивался профицит. Последствия бюджетного дисбаланса приводили к политике протекционизма и требовали немедленных действий. Считалось, что причиной возникших проблем был стремительный рост курса американского доллара относительно валют основных торговых партнеров США, что привело к возникновению огромного торгового дефицита с данными странами. Более низкий курс доллара способствовал бы стабилизации мировой экономики, поскольку в этом случае импортные и экспортные возможности всех стран были бы уравновешены. В отеле «Плаза» США убедили остальных участников встречи принять ряд согласованных мер по регулированию валютных рынков, и 22 сентября 1985 г. Соглашение Плаза вступило в силу. Его целью было снижение курса доллара и увеличение курсов остальных валют. Каждая страна согласилась изменить свою экономическую политику и вмешаться в работу валютных рынков в той мере, которая была необходима для девальвации доллара.
Япония в рамках Соглашения Плаза соглашалась на рост национальной валюты на 10-12 % с 240 до 216 иена/дол, однако, курс не остановился и продолжил рост до 190 иена/дол к январю, а к лету до 160 иена/дол. Японские и американские власти договорились в конце 1986 года, что иена укрепилась достаточно, торговый дефицит между Японией и США сократился. Однако доллар продолжил падение, достигнув отметке 150 иена/дол к 1987 году. В результате валютной интервенции в течение двух лет курс доллара снизился на 50 % относительно японской иены. В итоге американская экономика была ориентирована на экспорт, а другие промышленно развитые страны, в том числе Япония, увеличили долю импорта. Благодаря этому дефицит текущего баланса США постепенно сокращался, а протекционистские меры были сведены к минимуму.
По инициативе участников состоялось Луврское соглашение, где договорились, что США снижает финансовый дефицит с 3,9 % ВВП до 2,3 % ВВП, уменьшает правительственные расходы на 1 % в 1988 году и поддерживает процентные ставки на низком уровне, но взамен Япония должна уменьшить свой активный торговый баланс и сократить процентные ставки, но договориться о фиксированном диапазоне валютных курсов не удалось. Снижение же процентной ставки в Японии привело уже к концу 1987 года к курсу 121 иена/дол. Весной 1988 года Луврское соглашение было дезавуировано: Банк Японии начал противиться согласованию с Министерством финансов Японии, не говоря уже о международной координации. Считается, что навязанная низкая процентная ставка предотвратила укрепление иены и во второй половине 1980-х годов породила пузырь, который привёл к возникновению проблемных кредитов и финансовой нестабильности. Соглашение Плаза и Луврское соглашение нужно оценивать как плохой пример координации японской политики на международном уровне, который привёл к искажению внутренней денежно-кредитной политики.

## Награды
Заслуги Такатоси были отмечены наградами:
- 1986 — премия Никкэй[англ.] за книгу по экономике «Экономический анализ неравновесия: Теория и эмпирический анализ» (яп. Fukinko no Keizai Bunseki)
- 2011 — медаль Почёта с пурпурной лентой.